# Zhangjiafang (sockenhuvudort i Kina, Jiangxi Sheng, lat 27,52, long 114,01)
Zhangjiafang är en sockenhuvudort i Kina. Den ligger i provinsen Jiangxi, i den sydöstra delen av landet, omkring 220 kilometer sydväst om provinshuvudstaden Nanchang. Antalet invånare är 8 017. Befolkningen består av 3 794 kvinnor och 4 223 män. Barn under 15 år utgör 23,0 %, vuxna 15-64 år 65 %, och äldre över 65 år 11,0 %.
Runt Zhangjiafang är det ganska tätbefolkat, med 139 invånare per kvadratkilometer. Närmaste större samhälle är Pingxiang, 19,0 km nordväst om Zhangjiafang. I omgivningarna runt Zhangjiafang växer i huvudsak blandskog.
Genomsnittlig årsnederbörd är 2 072 millimeter. Den regnigaste månaden är maj, med i genomsnitt 322 mm nederbörd, och den torraste är oktober, med 28 mm nederbörd.